# Acolutha interposita
Acolutha interposita là một loài bướm đêm trong họ Geometridae.